# Zygzakowiec ogoniasty
Zygzakowiec ogoniasty (Zerynthia (Alancastria) cerisy) – owad, motyl dzienny. Od podobnych gatunków z rodzaju Zerynthia różni się obecnością ogoniastych wyrostków na tylnej krawędzi drugiej pary skrzydeł. Gatunek zamieszkujący Kaukaz i Bałkany, od Bułgarii i Rumunii, przez Chorwację po Peloponez. Występuje też w Turcji. Gatunek w swoim zasięgu dość częsty.
Rozpiętość skrzydeł od 5 do 6 cm.

## Środowisko
Ciepłe i suche tereny, skały, wzgórza, makia. Jak i inne z tego rodzaju związany z roślinami z rodzaju Kokornak (Aristolochia).

## Występowanie

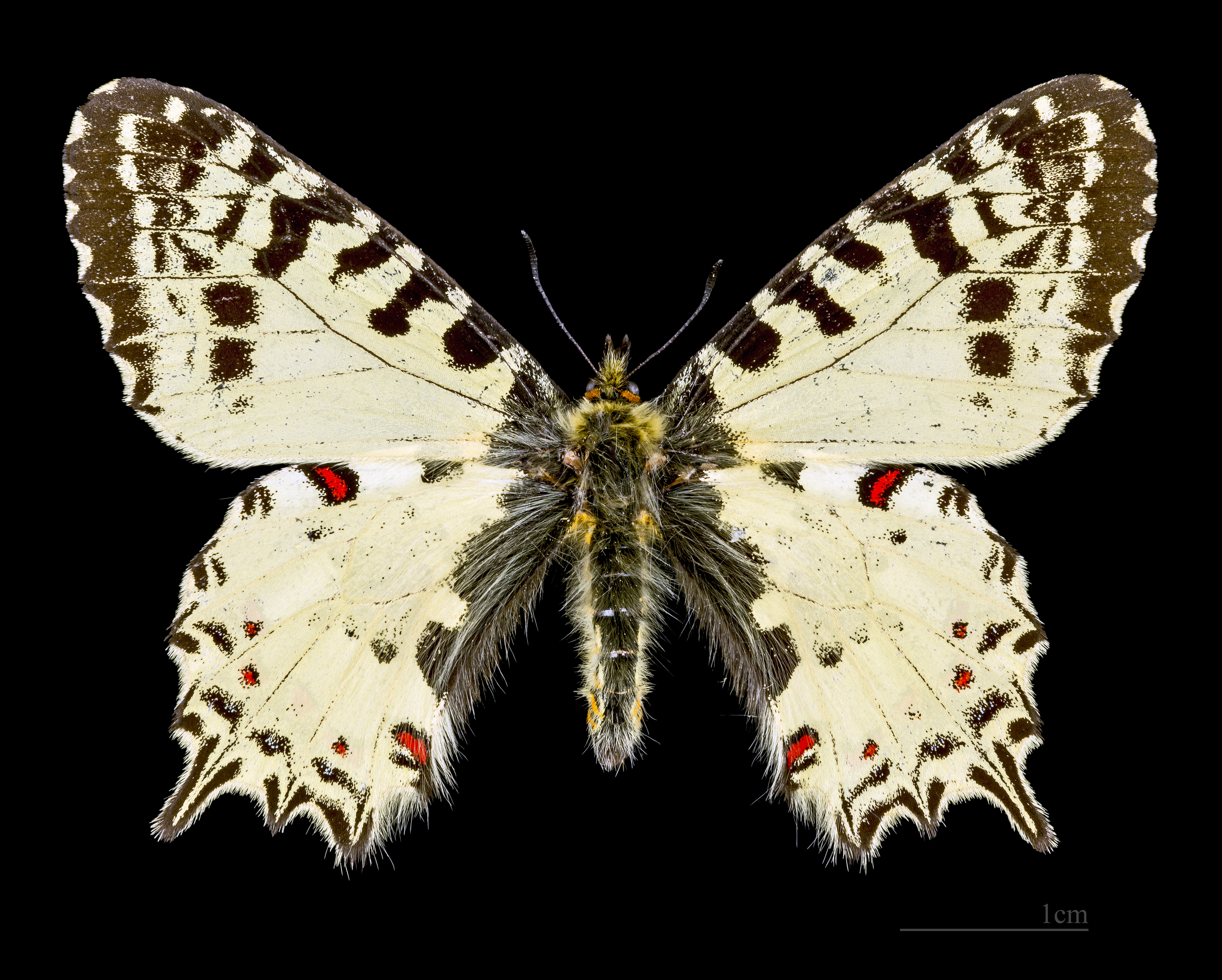
♂
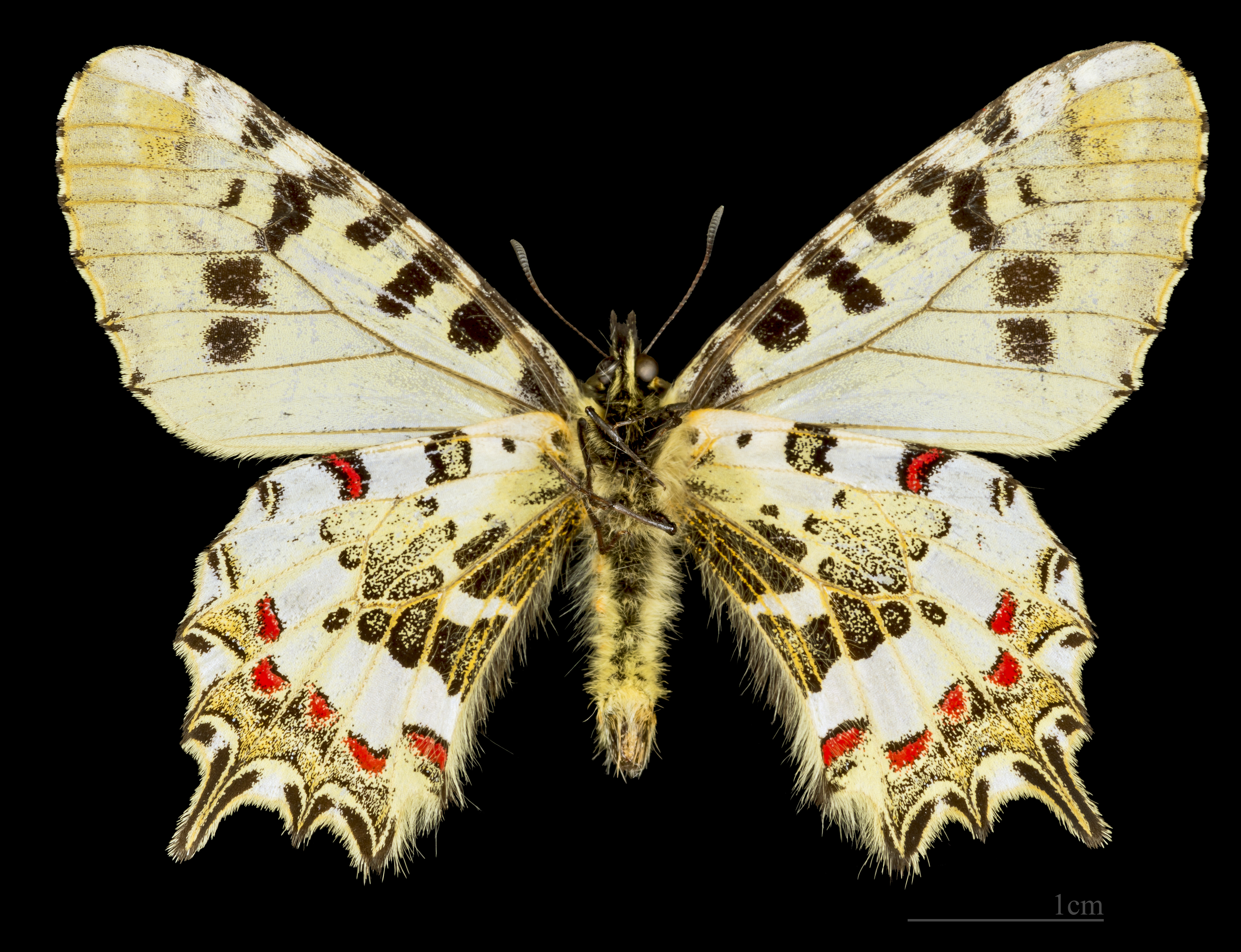
♂ △
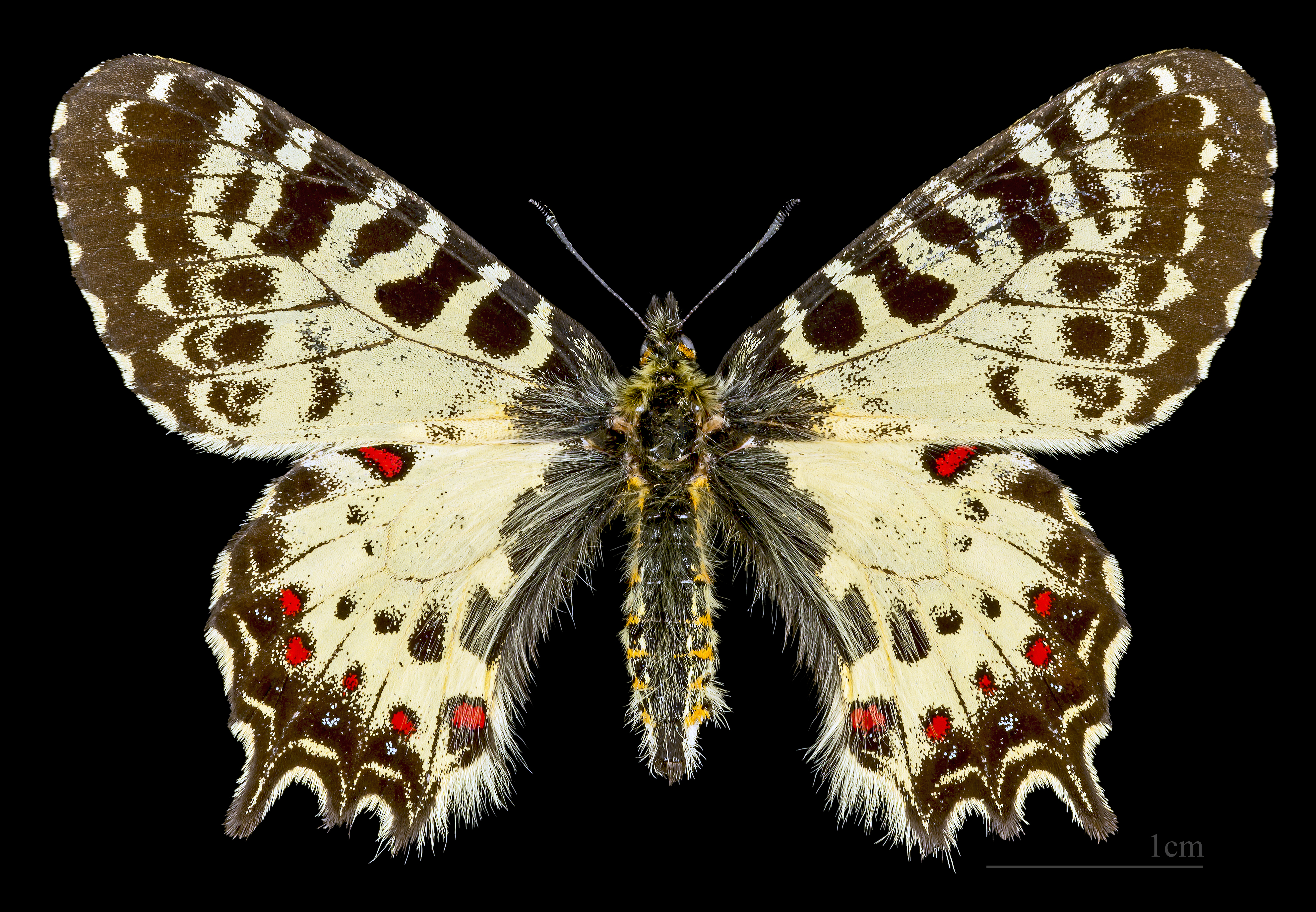
♀
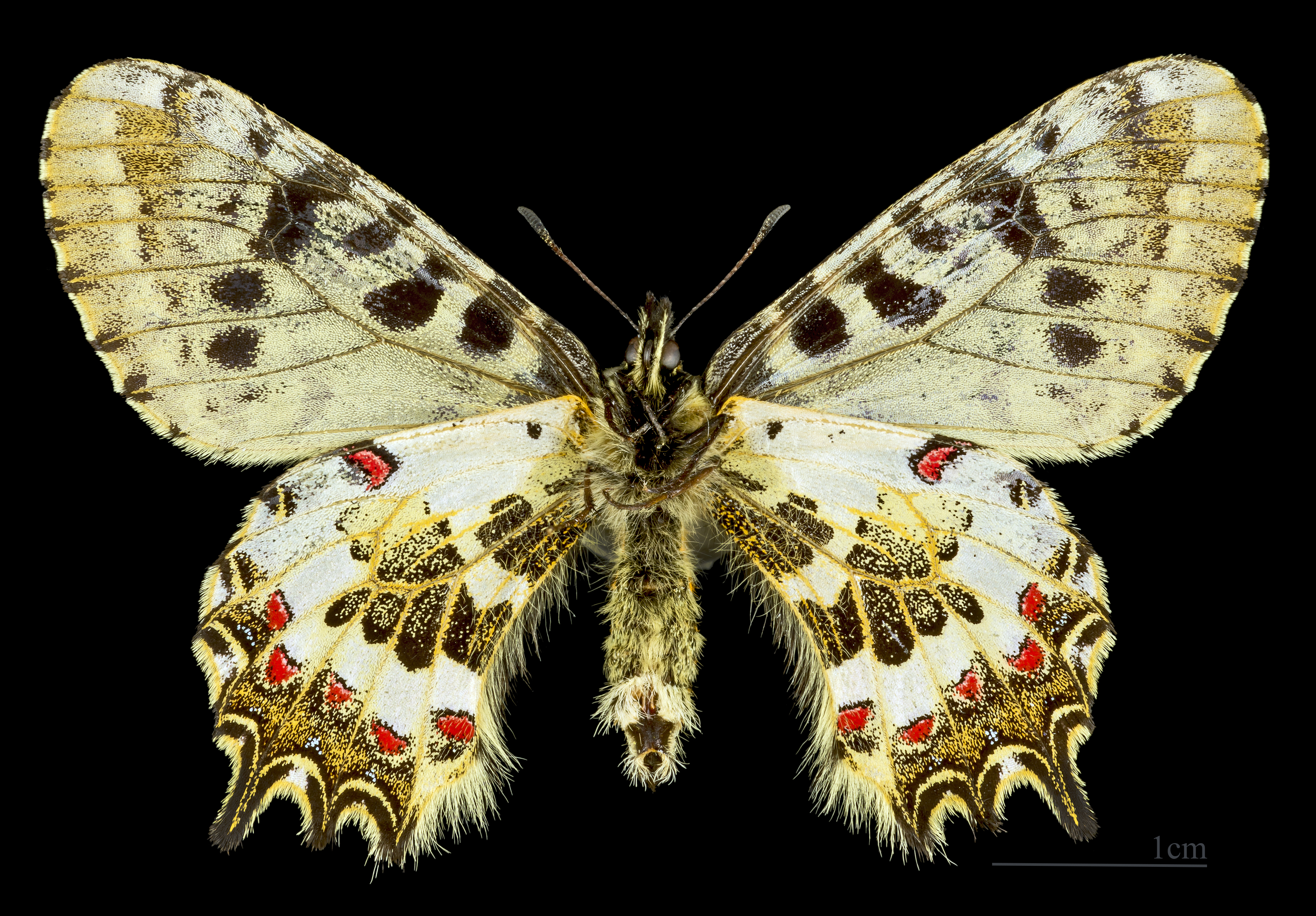
♀ △

W Polsce nie występuje.